# 톰 대슐

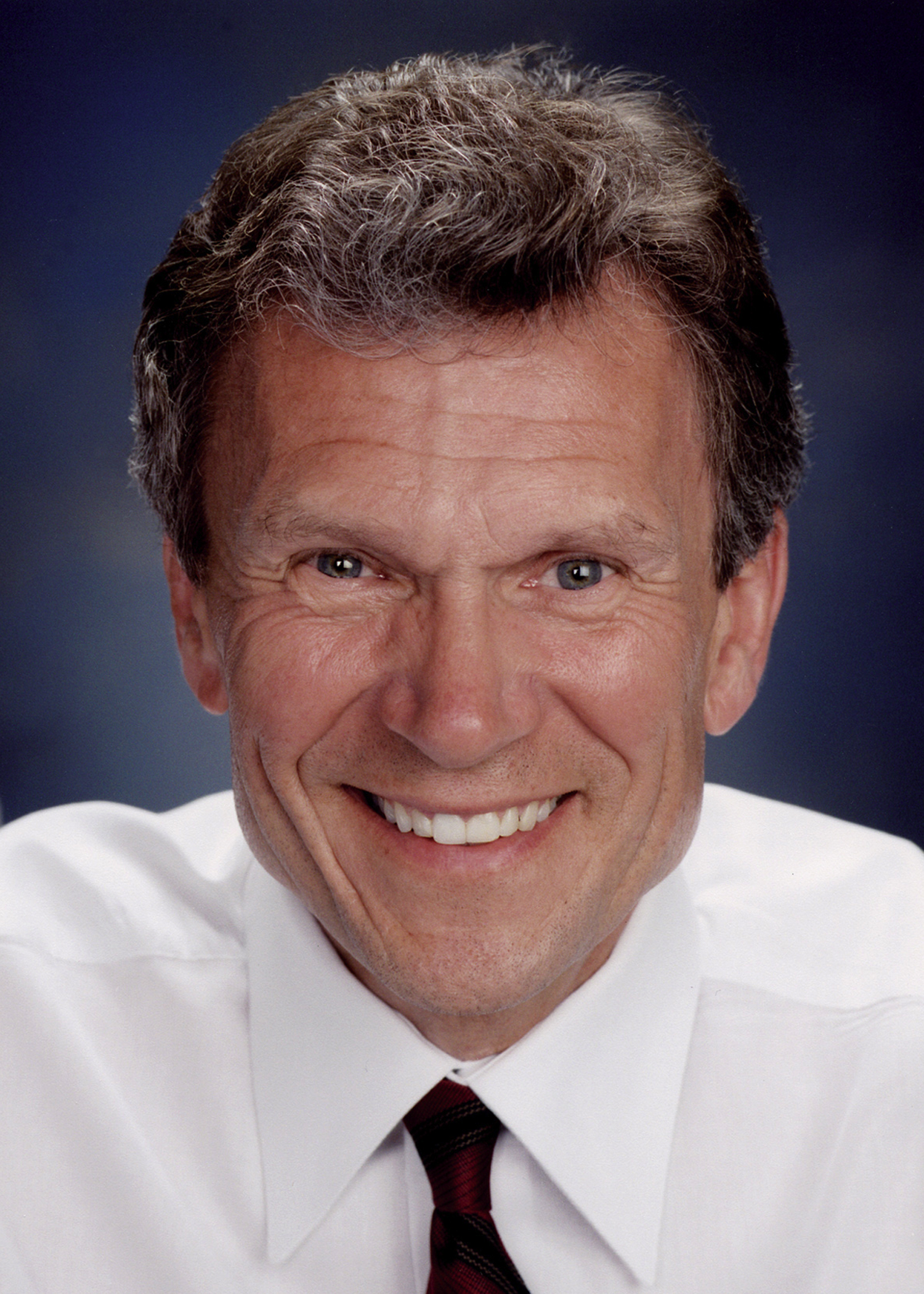
공식 초상

토머스 앤드루 "톰" 대슐(영어: Thomas Andrew "Tom" Daschle, IPA: [dæʃəl], 1947년 12월 9일 ~ )은 전직 미국 연방 상원의원이다. 1983년부터 1987년까지 사우스다코타주에서 연방 하원의원으로 재직한 후, 1987년부터 2005년까지 같은 지역에서 연방 상원의원으로 재직했다. 특히 1995년부터 2005년까지는 상원 민주당 원내대표를 맡아 의회 내 여러 협상을 책임졌다. 그러나 2004년 치러진 상원의원 선거에서 공화당의 존 튠 후보에게 패배했는데, 이는 1952년 민주당 상원 원내대표였던 어네스트 맥팔런드가 재선에 실패한 후 52년 만에 상원 원내대표가 낙선한 것이었다. 이후 대통령에 당선된 후 인수 과정에 있던 버락 오바마에게 보건장관으로 지명됐지만, 탈세 의혹이 불거지자 철회 당했다.

## 역대 선거 결과
| 선거명      | 직책명                            | 대수  | 정당   | 득표율 | 득표수    | 결과 | 당락                         |
| ----------- | --------------------------------- | ----- | ------ | ------ | --------- | ---- | ---------------------------- |
| 1978년 선거 | 하원의원 (사우스다코타 제1선거구) | 96대  | 민주당 | 50.05% | 64,683표  | 1위  | 사우스다코타주 하원의원 당선 |
| 1980년 선거 | 하원의원 (사우스다코타 제1선거구) | 97대  | 민주당 | 65.79% | 109,910표 | 1위  | 사우스다코타주 하원의원 당선 |
| 1982년 선거 | 하원의원 (사우스다코타 선거구)    | 98대  | 민주당 | 51.56% | 142,122표 | 1위  | 사우스다코타주 하원의원 당선 |
| 1984년 선거 | 하원의원 (사우스다코타 선거구)    | 99대  | 민주당 | 57.37% | 181,401표 | 1위  | 사우스다코타주 하원의원 당선 |
| 1986년 선거 | 상원의원 (사우스다코타 제3부)     | 100대 | 민주당 | 51.60% | 152,657표 | 1위  | 사우스다코타주 상원의원 당선 |
| 1992년 선거 | 상원의원 (사우스다코타 제3부)     | 103대 | 민주당 | 64.90% | 217,095표 | 1위  | 사우스다코타주 상원의원 당선 |
| 1998년 선거 | 상원의원 (사우스다코타 제3부)     | 106대 | 민주당 | 62.14% | 162,884표 | 1위  | 사우스다코타주 상원의원 당선 |
| 2004년 선거 | 상원의원 (사우스다코타 제3부)     | 109대 | 민주당 | 49.42% | 193,340표 | 2위  | 낙선                         |